# 帕克維爾 (馬里蘭州)
帕克維爾（英語：Parkville）是位於美國馬里蘭州巴爾的摩縣的一個普查規定居民點。

## 人口
根據2020年美國人口普查的數據，帕克維爾的面積為11.10平方千米，當中陸地面積為11.10平方千米，而水域面積為0.00平方千米。當地共有人口31812人，而人口密度為每平方千米2,865.95人。